# Alice Ferrazza
Alice Ferrazza (Roma, 21 ottobre 1990) è una calciatrice italiana, difensore del Trastevere Calcio.

## Biografia
Alice Ferrazza ha conseguito una laurea in scienze motorie e una laurea magistrale in attività motoria preventiva adattata. Oltre all'attività di calciatrice ha ricoperto il ruolo di preparatore atletico.

## Palmarès
- Campionato italiano di Serie A2: 1

Lazio: 2008-2009